# 三氧化二铋
三氧化二鉍是一种無機化合物，化学式为Bi2O3，是鉍最重要的化合物之一，雖然三氧化二鉍可以從天然的鉍華（一種礦物）取得，但是它主要的來源通常是煉銅或鉛时的副產物，或直接燃燒鉍（藍色火焰）得到。

## 制备
三氧化二铋可以通过干法或湿法制备。
干法通常是熔化铋，在反应炉中通入高压的纯氧，使之燃烧得到。或者在常温下，用铋盐和氢氧化钠在有分散剂的条件下固相反应得到。
湿法在溶液中反应，如在强碱中，Bi3+被直接转换为Bi2O3。也有文献利用两步反应得到氧化铋，如用浓度较低的NaOH溶液和Bi(NO3)3反应，先沉淀出碱式硝酸铋，洗涤沉淀，再用NaOH转化为Bi2O3；又如先用氨水和硝酸铋溶液反应，沉淀出氢氧化铋，再灼烧进而得到Bi2O3。

## 物理性质
三氧化二铋为淡黄色热色性固体，加热时变为橙色，继续加热变为红棕色，冷却时恢复颜色。它通常以α、β、γ和δ这4种晶型存在，其中α型低温稳定，在724℃转变为δ型。ε型和ω型也有报道。

## 化学性质
Bi2O3可溶于酸，不溶于碱。和酸反应生成铋盐：
Bi2O3 + 6 HNO3 → 2 Bi(NO3)3 + 3 H2O
Bi2O3和NaOCl反应，可以得到一种棕褐色物质，可能是Bi2O5。
Bi2O3可以被大部分还原剂还原，如C、CH4等。
一些材料上用的Bi2O3薄膜具有电致变色现象，发生的化学反应为：
Bi2O3（透明） + x Li+ + x e- ↔ LixBi2O3（暗棕色）

## 应用
三氧化二铋可以应用于电子陶瓷粉体材料、电解质材料、光电材料、高温超导材料和催化剂等领域。